# Caso da menina sem nome
O caso da menina sem nome, inicialmente chamada menina-mendiga, refere-se a uma menina não identificada que foi encontrada morta na Praia do Pina, Zona Sul do Recife, em 23 de junho de 1970. O caso é um dos crimes de maior repercussão no estado de Pernambuco e aconteceu dois dias depois de o Brasil ser tricampeão da Copa do Mundo de Futebol.
Sua morte gerou comoção na cidade e, após o seu sepultamento, realizado na tarde de 3 de julho de 1970, pessoas começaram a atribuir graças alcançadas a ela, como cura de doenças e conquistas materiais. Desde então, sua sepultura recebe milhares de "devotos", sendo uma das mais visitadas da cidade do Recife no Dia de Finados. Com isso, ela passou a ser uma santa-não-canônica devido aos pedidos feitos pelo povo em seu túmulo.
Geraldo Magno de Oliveira, um mendigo conhecido na Praia da Pina, foi condenado em 1971 a 19 anos de prisão pelo crime, mas provavelmente morreu assassinado na prisão dois anos depois, não tendo em 2023 o portal G1 conseguido confirmar seu paradeiro.

## O crime
Pouco depois das 7h da manhã do dia 23 de junho de 1970, os peritos do Instituto de Polícia Técnica (IPT) do Recife receberam um chamado da Delegacia de Plantão para ir à Praia do Pina, na Zona Sul do Recife, para analisar a cena de um crime com uma criança como vítima.
O corpo da menina, que tinha entre 8 e 10 anos de idade, foi encontrado com as mãos amarradas para trás e a cabeça voltada para a areia, no trecho da Praia do Pina que fica na altura da casa de número 358 da Avenida Boa Viagem. A criança estava com uma lesão no pescoço, "possivelmente causada com o uso de um objeto cortante, mas não havia sangue à mostra no corpo". Uma corda estava enrolada em volta do pescoço, no entanto. 
No local, ao lado do corpo, os peritos encontraram os seguintes objetos: quatro sandálias de borracha, que não formavam pares, um cinturão com marcas de uso, uma camisa de tecido sintético rasgada e um lenço de algodão branco com manchas amareladas.
O relatório do IPT, datado de 2 de julho de 1970 e assinado por cinco profissionais, assim descreveu a menina: "a vítima, de identidade desconhecida, era do sexo feminino, apresentava entre 8 e 10 anos de idade, era do tipo étnico faioderma [parda] com cabelos castanhos 'carapinhados'". Não foi constatado nenhum sinal de violência sexual e seu corpo, de 1,23m, estava vestido com um biquíni azul maior que seu número. 

### Causa mortis
Segundo o portal G1, ela foi brutalmente morta, sendo a causa final de seu óbito "asfixia por estrangulamento e sufocação". 

### Perfil da vítima
A menina era conhecida na região onde o crime ocorreu, porque "vivia pedindo esmolas nos bares e passeava sempre pela Avenida Beira-Mar". Inicialmente ela, inclusive, era conhecida como a "menina-mendiga". 

## Investigações e prisões
O primeiro suspeito de matar a menina, o dono de uma barraca de venda de cocos chamado Arlindo José da Silva, foi preso durante a investigações quando foram encontrados, atrás de sua barraca, objetos como um par de sandálias e um cinto. Ele também teria levado uma calça suja de sangue para uma lavadeira e pedido que o serviço fosse feito com urgência. Uma semana depois, no entanto, ao surgir o nome do mecânico Geraldo Magno de Oliveira, o barraqueiro acabou sendo solto. 
Geraldo, um mendigo alcoólatra, acabou preso quando um conhecido, Heleno José de Oliveira, notou suas reações estranhas, como se afastar e ficar nervoso, sempre que o caso era debatido. Um policial infiltrado como taxista ouviu quando Heleno comentou com outros sobre sua desconfiança a respeito de Geraldo. Detido, o mecânico relatou que teria convidado a menina para um programa sexual à noite, mas que não teria tido relações sexuais e nem estuprado a criança, apenas a atacando com uma faca ao ser ofendido por ela por uma questão envolvendo dinheiro, terminando de matá-la enforcada com um pedaço de corda de jangada. Geraldo era conhecido na Praia do Pina. "'Era andarilho, bebia assim em todos os lugares' e terminou preso porque, 'bebendo, falou besteira', disse Rivaldo Gadelha da Hora, que (...) continua morando no local", reportou o G1 em 2023. 

### Identificação
Apesar das investigações, a criança nunca foi identificada e, segundo o portal G1, "o corpo ficou no necrotério por 11 dias e nenhum parente foi fazer o reconhecimento". 

## Julgamento e pena
Posteriormente Geraldo negou o crime e no tribunal o defensor público Eurípedis Tavares tentou provar sua inocência. Geraldo, segundo sua defesa, havia sido torturado para assumir a culpa, já que a polícia tinha pressa em apresentar um responsável devido à grande repercussão do caso. "A opinião pública estava batendo muito nisso. A polícia, para mostrar eficiência (...) então apresentou. Ele confessou, nessas condições: (...) as mãos estouradas, os pés estourados e as costas eram uma chaga. Dessa maneira, quem não confessa? [Ele me] disse: eu juro ao senhor que não fui [eu] que matei", disse o advogado ao G1, que adicionou que "o defensor público relembra o quão machucado e traumatizado estava Geraldo no momento em que o encontrou pela primeira vez". 
O mecânico, no entanto, foi a júri popular e condenado a 19 anos de prisão em outubro 1971. Morreu dois anos depois do julgamento provavelmente na penitenciária em Itamaracá, no Grande Recife, segundo seu defensor. 

### Perfil do criminoso
Além de alcoólatra, Geraldo era um mendigo conhecido na região do crime. "Era um homem que vivia nas ruas [que] vivia mendigando qualquer coisa [e] não tinha trabalho fixo'". A pedido do defensor Eurípedis Tavares, Geraldo foi avaliado por um especialista e depois diagnosticado com esquizofrenia.

## Na cultura popular
Além de seu túmulo atrair anualmente milhares de devotos, sua história virou tema de um documentário intitulado "Menina Sem Nome", produzido pelo jornalista e cineasta Adriano Portela em 2007. 
Em junho de 2023, o G1 também divulgou diversas novas reportagens sobre o caso. "Nesta semana, o g1 publica a série especial 'Menina Sem Nome', junto com a TV Globo. Até sexta-feira (9), reportagens sobre o caso relembram detalhes do crime e trazem informações inéditas", escreveu o portal em 7 de junho de 2023.
Uma série com 5 episódios também foi exibida pela Globoplay em 2023.